# Ștefan Velniciuc
Ștefan Velniciuc (n. 30 ianuarie 1949, București) este un actor român.

## Biografie
A absolvit Liceul „Sfântul Sava” din București (numit pe atunci „Nicolae Bălcescu”). După absolvirea liceului, a urmat studii de actorie la Institutul de Artă Teatrală și Cinematografică din București (IATC), pe care le-a finalizat în anul 1971, iar ulterior a devenit profesor universitar doctor la Universitatea de Artă Teatrală și Cinematografică din București (noua denumire a IATC).
Este căsătorit cu actrița Jeanine Stavarache. Are o fiică: actrița Alexandra Velniciuc.

## Premii și distincții
Președintele României Ion Iliescu i-a conferit profesorului Ștefan Velniciuc la 10 decembrie 2004 Medalia „Meritul pentru Învățământ” clasa I, „pentru abnegația și devotamentul puse în slujba învățământului românesc, pentru contribuția deosebită la dezvoltarea și promovarea cercetării științifice” din România.

## Filmografie
- Cercul (scurt, 1968)
- Săgeata căpitanului Ion (1972)
- Ciprian Porumbescu (1973)
- Frații Jderi (1974) - Alexăndrel, fiul lui Ștefan cel Mare
- Ștefan cel Mare - Vaslui 1475 (1975) - Ali Beg
- Pe aici nu se trece (1975) - ochelaristul Nicolae
- Războiul independenței (Serial TV) (1977) - lt. Nenițescu
- Buzduganul cu trei peceți (1977) - cardinalul Andrei Bathory
- Mînia (1978)
- Vlad Țepeș (1979)
- Falansterul (1979)
- Ora zero (1979)
- Rug și flacără (1980)
- Zbor planat (1980)
- Munții în flăcări (1980) - maiorul Imre Hatvani
- Ștefan Luchian (1981)
- Maria Mirabela (1981) - voce
- Femeia din Ursa Mare (1982)
- Cucerirea Angliei (1982)
- Ringul (1984)
- Întoarcerea Vlașinilor (1984)
- Salutări de la Agigea (1984)
- Cireșarii (1984)
- Liceenii (1986)
- Pădurea de fagi (1987)
- Cetatea ascunsă (1987)
- François Villon – Poetul vagabond (1987)
- Martori dispăruți (1988)
- Cei care plătesc cu viața (1989)
- Mircea (1989)
- Coroana de foc (1990)
- Un bulgăre de humă (1990)
- Șobolanii roșii (1991)
- Dark Angel: The Ascent (1994) - Medic-șef
- Josh Kirby... Time Warrior: Chapter 1, Planet of the Dino-Knights (1995) - sătean în vârstă
- Huntress: Spirit of the Night (1995) - Preot la funeralii
- Lurid Tales: The Castle Queen (1997) - Oliver Cromwell
- Johnny Mysto: Boy Wizard (1997) - Al doilea soldat
- Peur blanche (1998) - Docteur Verlet
- Triunghiul morții (1999)
- În extrasezon (Out of Season, 2004) - preot
- Frumoasa criminală (Method, 2004) - Victima #5
- Gardă de corp sau Adjunctul (2006) - Proprietar magazin de biciclele
- La urgență (serial TV, 2006) - politicianul
- Daria, iubirea mea (telenovelă, 2006) - Dr. Popescu
- Atacul grifonului (2007) - Orin
- Copilăria lui Icar (2009) - avocat 3
- Carol I - Un destin pentru România (2009)
- Barbarossa (2009) - Evandro
- Umbre - (serial HBO, 2014)
- Un timp prin care am trecut - (2020)